# Kościół św. Jana Pawła II Papieża w Grajewie
Kościół świętego Jana Pawła II Papieża w Grajewie – rzymskokatolicki kościół parafialny należący do parafii pod tym samym wezwaniem (dekanat Grajewo diecezji łomżyńskiej).
30 kwietnia 2003 roku proboszcz parafii pod wezwaniem Trójcy Przenajświętszej w Grajewie ksiądz prałat Czesław Oleksy nabył działkę pod budowę nowej świątyni znajdującą się przy ulicy Piłsudskiego 34. Na wiosnę 2007 roku została podjęta budowa nowego kościoła zaprojektowanego przez architektów Piotra i Pawła Kuczyńskich. W dniu 23 sierpnia 2008 roku został uroczyście wmurowany kamień węgielny przez Biskupa Łomżyńskiego Stanisława Stefanka. Świątynia została pobłogosławiona w dniu 27 kwietnia 2014 roku przez ordynariusza łomżyńskiego Janusza Stepnowskiego. W tym samym dniu przy kościele została erygowana nowa parafia, wydzielona z obszaru parafii pod wezwaniem Trójcy Przenajświętszej